# Anton Afritsch (Politiker)
Anton Afritsch (* 14. Juni 1902 in Graz, Steiermark; † 17. Jänner 1990 in Sankt Stefan im Rosental, Steiermark) war ein österreichischer Politiker (SPÖ).

## Leben
Anton Afritsch wurde in eine prominente sozialdemokratische Familie geboren. So war sein Vater Anton Afritsch Mitbegründer der Kinderfreunde, sein Bruder Josef Afritsch diente unter den Kanzlern Julius Raab und Alfons Gorbach als Innenminister der Republik Österreich. Ein weiterer Bruder war der Schauspieler Viktor Afritsch.
Nach Besuch der Pflichtschulen in Graz erlernte Anton Afritsch zunächst den Beruf des Buchhändlers. Nach dem Ersten Weltkrieg kam Afritsch nach Wien, wo er unter anderem als Hausbesorger im Schloss Schönbrunn Arbeit fand. 
Durch Eigenstudium sowie den Besuch an der Pädagogischen Hochschule Steiermark, damals noch am Grazer Hasnerplatz, erwarb er 1925 die Lehrerbefähigungsprüfung an Volks- und Hauptschulen. Seine Fächer, die er unterrichtete, waren Deutsch, Geschichte und Geographie. Zunächst arbeitete Afritsch als Lehrer in Leoben, später wieder in Graz. Im Verlauf des Zweiten Weltkriegs arbeitete Afritsch als Lehrer im heutigen Slowenien. Ab 1945 arbeitete Afritsch als Leiter des Steiermärkischen Landesschulrates; nur ein Jahr später, 1946, wurde er Stadtschulinspektor in Graz.
1945 zog er als sozialdemokratischer Abgeordneter in den Landtag Steiermark ein, dem er 25 Jahre lang, bis 1970, angehören sollte. Zuletzt bekleidete Afritsch das Amt des zweiten Landtagspräsidenten. Im April 1953 folgte die Vereidigung als Mitglied des Bundesrats in Wien. Seine Amtsperiode als Bundesrat dauerte jedoch nur knapp ein Jahr, bis Februar 1954.

## Auszeichnungen
- Großes Goldenes Ehrenzeichen für Verdienste um die Republik Österreich
- Großes Goldenes Ehrenzeichen des Landes Steiermark mit dem Stern
- Ehrenring der Stadt Graz (1982)[1]